# Linaria oblongifolia
Linaria oblongifolia é uma espécie de planta com flor pertencente à família Scrophulariaceae. 
A autoridade científica da espécie é (Boiss.) Boiss. & Reut., tendo sido publicada em Pugill. Pl. Afr. Bor. Hispan. 86 (1852).

## Portugal
Trata-se de uma espécie presente no território português, nomeadamente os seguintes táxones infraespecíficos:
- Linaria oblongifolia subsp. haenseleri - presente em Portugal Continental. Em termos de naturalidade é endémica da Península Ibérica. Não se encontra protegida por legislação portuguesa ou da Comunidade Europeia.